# Civismo
El civismo (del latín civis, ciudadano y civitas, civitatis, ciudad) o urbanidad se refiere a las pautas mínimas de comportamiento social que permiten a los practicantes convivir en sociedad de manera civilizada. El civismo nace de la relación de una persona con su localidad, nación y estado.
Un ejemplo de civismo es cómo se comporta la gente y cómo convive en sociedad. Se basa en el respeto hacia el prójimo, el entorno natural y los objetos públicos; buena educación, urbanidad y cortesía. El uso del término civismo tuvo su origen en la Revolución francesa e inicialmente, aparece unido a la secularización de la vida que esta supuso.
Las normas del civismo son diferentes en cada país aunque la mayoría tiene la misma función, que es, respetarse mutuamente para tener una convivencia agradable. Por ejemplo, los vecinos usan continuamente las instalaciones y los servicios de la comunidad y se ven todo el tiempo, por eso, es vital que haya una buena convivencia entre ellos (es decir, ser educado y amable de manera que no haya conflictos).
Se puede entender como la capacidad de saber vivir en sociedad respetando y teniendo consideración al resto de individuos que componen la misma, siguiendo unas normas de conducta  y de educación, que varían según la cultura del colectivo en cuestión.
La educación a veces es vista como un prerrequisito que ayuda a los ciudadanos a tomar siempre buenas decisiones y contender con los demagogos que les tratan de engañar. Roger Soder escribe que en una democracia, donde se colocan las exigencias del buen ciudadano a todos, «solo las escuelas comunes pueden proporcionar a todos la educación que necesitan». 

## En repúblicas
Las virtudes cívicas se enseñan históricamente como una cuestión de principal preocupación en las naciones bajo formas republicanas de gobierno y en las sociedades con ciudades. Cuando un monarca toma las decisiones finales sobre asuntos públicos, son las virtudes del monarca las que influyen en esas decisiones. Cuando una clase más amplia de personas se convierte en la que toma las decisiones, son sus virtudes las que caracterizan los tipos de decisiones que se toman. Esta forma de toma de decisiones se considera superior para determinar qué protege mejor los intereses de la mayoría. Las oligarquías aristocráticas también pueden desarrollar tradiciones de listas públicas de virtudes que consideran apropiadas en la clase gobernante, pero estas virtudes difieren significativamente de las virtudes cívicas generales; por ejemplo, las virtudes de la clase dominante destacan el coraje marcial sobre la honestidad comercial. Las constituciones adquirieron importancia para definir la virtud pública de las repúblicas y las monarquías constitucionales. Las primeras formas de desarrollo constitucional se pueden ver en la Alemania medieval tardía (ver Sacro Imperio Romano Germánico antes de 1800) y en las revueltas holandesas e inglesas de los siglos XVI y XVII.

### En la antigua Grecia y Roma
En la cultura clásica de Europa y en aquellos lugares que siguen su tradición política, la preocupación por la virtud cívica comienza en las repúblicas más antiguas de las que tenemos amplios registros: la Grecia clásica y la Antigua Roma. Intentar definir las virtudes necesarias para gobernar con éxito la polis ateniense fue un asunto de gran preocupación para Sócrates y Platón; En última instancia, una diferencia en la visión cívica fue uno de los factores que llevaron al juicio de Sócrates y su conflicto con la democracia ateniense. La obra Política de Aristóteles consideraba que la ciudadanía no consistía en derechos políticos, sino en deberes políticos. Se esperaba que los ciudadanos dejaran de lado sus vidas e intereses privados y sirvieran al Estado de acuerdo con los deberes definidos por la ley.
Roma, incluso más que Grecia, produjo varios filósofos moralistas como Cicerón e historiadores moralistas como Tácito, Salustio, Plutarco y Livio. Muchas de estas figuras estuvieron personalmente involucradas en las luchas de poder que tuvieron lugar a finales de la República romana o escribieron elegías a la libertad que se perdió durante su transición al Imperio Romano. Tendían a culpar de esta pérdida de libertad a la percibida falta de virtud cívica en sus contemporáneos, contrastándolos con ejemplos idealistas de virtud extraídos de la historia romana, e incluso con "bárbaros" no romanos.

### Durante la Edad Media y el Renacimiento
Los textos de la antigüedad se hicieron muy populares con el Renacimiento. Los eruditos intentaron reunir tantos como pudieron encontrar, especialmente en monasterios, de Constantinopla y del mundo musulmán. Con la ayuda del redescubrimiento de la ética de las virtudes y la metafísica de Aristóteles por parte de Avicena y Averroes, Tomás de Aquino fusionó las virtudes cardinales de Aristóteles con el cristianismo en su Summa Theologica (1273).
Los humanistas querían restablecer el antiguo ideal de la virtud cívica a través de la educación. En lugar de castigar a los pecadores, se creía que el pecado podía prevenirse criando hijos virtuosos. Vivir en la ciudad se volvió importante para la élite, porque la gente de la ciudad se ve obligada a comportarse bien cuando se comunica con los demás. Un problema fue que la proletarización de los campesinos creó un ambiente en las ciudades donde esos trabajadores eran difíciles de controlar. Las ciudades intentaron mantener alejados a los proletarios o intentaron civilizarlos obligándolos a trabajar en casas pobres. Aspectos importantes de la virtud cívica fueron: conversación cívica (escuchar a los demás, intentar llegar a un acuerdo, mantenerse informado para poder hacer un aporte relevante), comportamiento civilizado (vestir decentemente, acento, contener sentimientos y necesidades), trabajo (la gente tenía hacer una contribución útil a la sociedad). La religión cambió. Se centró más en el comportamiento individual que en una comunión de personas. Las personas que creían en la virtud cívica pertenecían a una pequeña mayoría rodeada de "barbarie". La autoridad de los padres era popular, especialmente la autoridad del monarca y del estado.

### Durante la Ilustración
La virtud cívica fue muy popular durante la Ilustración, pero había cambiado drásticamente. La autoridad de los padres comenzó a decaer. La libertad se hizo popular. Pero las personas sólo pueden ser libres conteniendo sus emociones para dejar algo de espacio para los demás. Ya no se trataba de mantener fuera a los proletarios o de encerrarlos en casas pobres. La atención se centró ahora en la educación. El trabajo fue una virtud importante durante la Edad Media y el Renacimiento, pero las personas que trabajaban eran tratadas con desprecio por la élite que no trabajaba. El siglo XVIII puso fin a esto. La clase de comerciantes ricos que avanzaba enfatizó la importancia del trabajo y la contribución a la sociedad para todas las personas, incluida la élite. La ciencia era popular. El gobierno y las élites intentaron cambiar positivamente el mundo y la humanidad ampliando la burocracia. Los principales pensadores pensaron que la educación y la ruptura de barreras liberarían a todos de la estupidez y la opresión. Se mantuvieron conversaciones cívicas en sociedades y revistas científicas.

### En las revoluciones republicanas delsigloXVIII
La virtud cívica también se convirtió en un tema de interés y discusión pública durante el siglo XVIII, en parte debido a la Guerra Revolucionaria Americana. En una anécdota publicada por primera vez en 1906, Benjamin Franklin responde a una mujer que le preguntó: "Bueno, doctor, ¿qué tenemos: una República o una Monarquía?" Él respondió: "Una República, si puedes mantenerla" El uso actual de esta cita es reforzar con la autoridad de Franklin la opinión de que las repúblicas requieren el cultivo de creencias, intereses y hábitos políticos específicos entre sus ciudadanos, y que si no se cultivan esos hábitos, se corre el peligro de volver a caer en algún tipo de gobierno autoritario, como una monarquía.

### En el mundo occidental contemporáneo
Aparece en Francia en 1770, en un contexto donde se difundieron los conceptos de El contrato social de Jean Jacques Rousseau. La definición se encontraría en Montesquieu, que habla de un «amor [de las leyes] que exige una continua preferencia del interés público al propio». Sin embargo, ninguno de estos dos filósofos utilizó esta palabra. El término civismo apareció bajo la pluma del revolucionario francés Jean-Paul Marat en 1790, pero en un sentido completamente distinto: era cívico el partidario de la revolución y su régimen.
La clase social y el empleo afectaban mucho a los valores de un individuo en los siglos XIX y XX, y había una división general sobre cuáles eran las mejores virtudes cívicas. Además, surgieron diversas ideologías importantes, cada una con sus propias ideas sobre la ciudadanía.
Los conservadores enfatizaron los valores familiares y la obediencia al padre y al estado.
El nacionalismo, compartido por poblaciones enteras, hizo del patriotismo una virtud cívica primordial.
Los liberales asociaron el republicanismo a una creencia en el progreso y la liberalización basada en el capitalismo.
Para los socialistas, una buena ciudadanía importante era que la gente fuera consciente de la opresión dentro de la sociedad y de las fuerzas que mantienen el statu quo (conciencia de clase). Esta conciencia debía conducir a la acción para cambiar el mundo por el bien, para que todo el mundo pudiera convertirse en un ciudadano respetuoso de la sociedad moderna.
La noción de ciudadanía se centraba en el comportamiento y responsabilidad individuales y era muy relevante. Muchos liberales se convirtieron en socialistas o conservadores a finales del siglo XIX y principios del XX. Otros se convirtieron en socioliberales, valorando el capitalismo con un gobierno fuerte para proteger a los pobres. El énfasis en la agricultura y la nobleza terrateniente fue suplantado por un énfasis en la industria y la sociedad civil.
El Nacionalsocialismo, la variante alemana del fascismo del siglo XX, cuyos preceptos se expusieron en el libro Mein Kampf de Adolf Hitler, clasificó a los habitantes de la nación ideal en tres principales categorías jerárquicas, cada una de las cuales tenía diferentes derechos y deberes en relación con el estado: ciudadanos, súbditos y extranjeros. La primera categoría, los ciudadanos, debían poseer plenos derechos y deberes cívicos. La ciudadanía sólo se otorgaría a aquellos hombres de raza pura que hubiesen completado el servicio militar, y podría ser revocada en cualquier momento por el estado. Sólo las mujeres que trabajaban de forma independiente o que se casaban con un ciudadano podían obtener la ciudadanía por sí mismas. La segunda categoría, sujetas, se refería a todos los demás que nacieron dentro de los límites de la nación que no se ajustaban a los criterios raciales para la ciudadanía. Los súbditos no tendrían derecho de voto, no podrían ocupar cargo alguno dentro del estado y no poseían ninguno de los demás derechos y responsabilidades cívicas conferidas a los ciudadanos. La última categoría, extranjeros, se refería a aquellos que eran ciudadanos de otro estado, que tampoco tenían derechos.
Durante la década de 1990, el uso de la ciudadanía en el sentido de civismo es impugnado. En efecto, la ciudadanía sólo expresa la condición de ciudadano, mientras que el civismo expresa la condición de ciudadano consciente de sus deberes. «Singularmente desprovisto de civismo, Al Capone gozó, sin embargo, de la ciudadanía estadounidense».

## Ideas comparables en sociedades no occidentales
El confucianismo, que especifica virtudes y tradiciones culturales que todos los miembros de la sociedad deberían observar, especialmente los cabezas de familia y los que gobiernan, ha sido la base de la sociedad china durante más de 2000 años y sigue siendo influyente en la China moderna. Sus conceptos relacionados pueden compararse con la idea occidental de ciudadanía.

## Conceptos relacionados

### Amabilidad
La amabilidad es un conjunto de comportamientos prosociales que se ven en personas que son agradables, placenteras, interesadas en los demás, divertidas, empáticas, consideradas y útiles. No todo comportamiento civil es amable. Por ejemplo, el duelo como respuesta a un insulto intolerable, se ha considerado como comportamiento civil en muchas culturas, pero no es una acción amistosa.

### Cortesía
La cortesía se centra en la aplicación de la buena moral o normas de corrección. Como la educación está influenciada por los valores culturales, existe una superposición significativa entre lo educado y lo civil. Sin embargo, si la acción en cuestión no está relacionada con la buena ciudadanía, entonces puede ser educada o descortés, sin ser estrictamente considerada civil o incívica.

### Buenas maneras
Aunque teóricamente no tienen nada que ver con el civismo, las reglas del decoro como la manera de comportarse, la forma de vestir, hablar con elegancia y respeto o demostrar autocontrol pueden asimilarse al civismo.

### Incivismo
El incivismo es un término general para un comportamiento social carente de civismo o de buenas maneras, en una escala que va desde la grosería o la falta de respeto a los ancianos, hasta el vandalismo y el hooliganismo, a la embriaguez pública y los comportamientos amenazadores. La palabra incivismo deriva del latín incivilis, que significa «mal educado, incivil».
La distinción entre la mera rudeza y el incivismo percibido como una amenaza dependerá de alguna noción de «civismo» como estructura de la sociedad; el incivismo, considerado más inquietante que la mala educación, depende de la percepción de nociones como su antagonismo con los complejos conceptos de civismo o sociedad civil. Se ha convertido en una cuestión política contemporánea en varios países.

## Conceptos derivados

### Civismo fiscal
El civismo fiscal es un concepto derivado de la buena ciudadanía, utilizado en el derecho tributario en Francia.
El civismo fiscal puede definirse por el hecho de que el contribuyente cumple voluntariamente con sus obligaciones tributarias, ya sean declaraciones o pagos·
A través de esta noción de civismo fiscal, se puede evaluar la percepción y actitud del contribuyente hacia las contribuciones públicas que resultan ya sea en su consentimiento para tributar o en prácticas de evasión fiscal.
En efecto, la ciudadanía fiscal implica que el contribuyente “acepta su esfuerzo tributario”, porque lo habrá considerado legítimo y necesario para el mantenimiento de los vínculos sociales
La administración tributaria intenta establecer una relación de confianza con el contribuyente estando menos en el control y más en la asistencia y apoyo del contribuyente, lo que según el abogado público Michel Bouvier tiene como "consecuencia que el consentimiento a tributar ya no se desarrolla sólo en el Parlamento, sino para muchos a nivel de la práctica administrativa, la administración tributaria se convierte en el vector de esta aceptación del impuesto”.